# Saint-Andiol
Saint-Andiol – miejscowość i gmina we Francji, w regionie Prowansja-Alpy-Lazurowe Wybrzeże, w departamencie Delta Rodanu.
Według danych na rok 1990 gminę zamieszkiwały 2253 osoby, a gęstość zaludnienia wynosiła 141 osób/km² (wśród 963 gmin regionu Prowansja-Alpy-W. Lazurowe Saint-Andiol plasuje się na 249. miejscu pod względem liczby ludności, natomiast pod względem powierzchni na miejscu 576.).